# Смрокув
Смрокув (пол. Smroków) — село в Польщі, у гміні Сломники Краківського повіту Малопольського воєводства.
Населення — 262 особи (2011).
У 1975-1998 роках село належало до Краківського воєводства.

## Демографія
Демографічна структура станом на 31 березня 2011 року:
|          | Загалом | Допрацездатний вік | Працездатний вік | Постпрацездатний вік |
| -------- | ------- | ------------------ | ---------------- | -------------------- |
| Чоловіки | 128     | 21                 | 95               | 12                   |
| Жінки    | 134     | 20                 | 80               | 34                   |
| Разом    | 262     | 41                 | 175              | 46                   |